# 1922 في اليونان
فيما يلي قوائم الأحداث التي وقعت خلال عام 1922 في اليونان.

## سياسة

### انتهاء فترة المنصب
- 3 مايو – ديميتريوس غوناريس رئيس وزراء اليونان.

## مواليد

### سبتمبر
- 9 سبتمبر – مانوليس غليزوس سياسي يوناني.

## وفيات

### يناير
- 1 يناير – حسين حلمي باشا (مواليد 1855)

### يوليو
- 21 يوليو – جمال باشا (مواليد 1872)

### نوفمبر
- 15 نوفمبر – ديميتريوس غوناريس (مواليد 1866) سياسي يوناني.
- 28 نوفمبر – جورجيوس هاتزيانسيتيس (مواليد 1863) عسكري يوناني.